# Igor Raufowitsch Aschurbejli
Igor Raufowitsch Aschurbejli (aserbaidschanisch İqor Rauf oğlu Aşurbəyli; russisch Игорь Рауф оглы Ашурбейли; * 9. September 1963 in Baku, Aserbaidschanische Sozialistische Sowjetrepublik, UdSSR) ist ein russischer Unternehmer und Raumwissenschaftler aserbaidschanischer Abstammung. Er ist Vorstandsvorsitzender der Kooperativen Koordinations- und Produktionsvereinigung “Sozium” und wissenschaftlicher Leiter des russischen Rüstungs- und Elektronikkonzerns “NPO Almas”. Seit 2016 leitet Aschurbejli die von ihm selbst konstituierte Weltraumorganisation “Asgardia”.

## Werdegang
Aschurbejli absolvierte 1985 die Aserbaidschanische Staatliche Öl- und Industrie-Universität. In dieser Zeit kamen bereits seine unternehmerischen Fähigkeiten zum Vorschein. 1988 gründete er die Firma „Sozium“, die auf Softwareentwicklung, Computerschulung zur Förderung der qualifizierten Mitarbeiter und die Beratungstätigkeiten spezialisiert war.
1990 zog Aschurbejli nach Moskau und beteiligte sich 1991 an der Etablierung des wissenschaftlichen Produktionsbetriebs „NPO Almas“. Hier bekleidete er ab 1994 verschiedene Führungspositionen und stieg mit der Zeit vom Finanzdirektor bis zum Vorstandsvorsitzenden (2001) auf.
Aschurbejli war einer der Initiatoren der 2004 geschaffenen nichtkommerziellen Partnerschaft „Expertenrat für die Probleme der Luft- und Raumfahrtverteidigung“, an deren Spitze er sich 2011 setzte. 2015 erhielt der Verein den Expertenstatus vom Wirtschafts- und Sozialrat der Vereinten Nationen.
2013 eröffnete Aschurbejli das Internationale Forschungszentrum für Luft- und Raumfahrt (Aerospace International Research Centre) mit Sitz in Wien. Seitdem ist er auch Chefredakteur des Magazins „Room Space“.
Ende Dezember 2015 wurde Aschurbejli zum Direktor der Kaiserlichen Orthodoxen Palästina-Gesellschaft in Israel ernannt.
Nach dem Tod von Gennadi Selesnjow rückte Aschurbejli im Juni 2016 zum Vorsitzenden der Partei “Wiedergeburt Russlands”.
Im Oktober 2016 rief Aschurbejli den Weltraumstaat Asgardia ins Leben. Dessen Ziel sei es, den Weltraum mit Menschen zu besiedeln.

## Wissenswertes
Unter der Leitung von Aschurbejli wurden die russischen S-300PMU-2 (NATO-Codename: SA-20B) und S-400 Triumf (NATO-Codename: SA-21 Growler) Langstrecken-Boden-Luft-Raketen-Systeme entwickelt.

## Sonstiges
Aschurbejli ist Mitglied der Russischen Akademie der Wissenschaften und der Prochorow-Akademie der Ingenieurwissenschaften. Er ist Autor von über 100 akademischen Werken, darunter einer Enzyklopädie und drei Monographien.